# Tiacellia tiacellia
Tiacellia tiacellia är en fjärilsart som beskrevs av William Chapman Hewitson 1874. Tiacellia tiacellia ingår i släktet Tiacellia och familjen tjockhuvuden. Inga underarter finns listade i Catalogue of Life.

## Bildgalleri

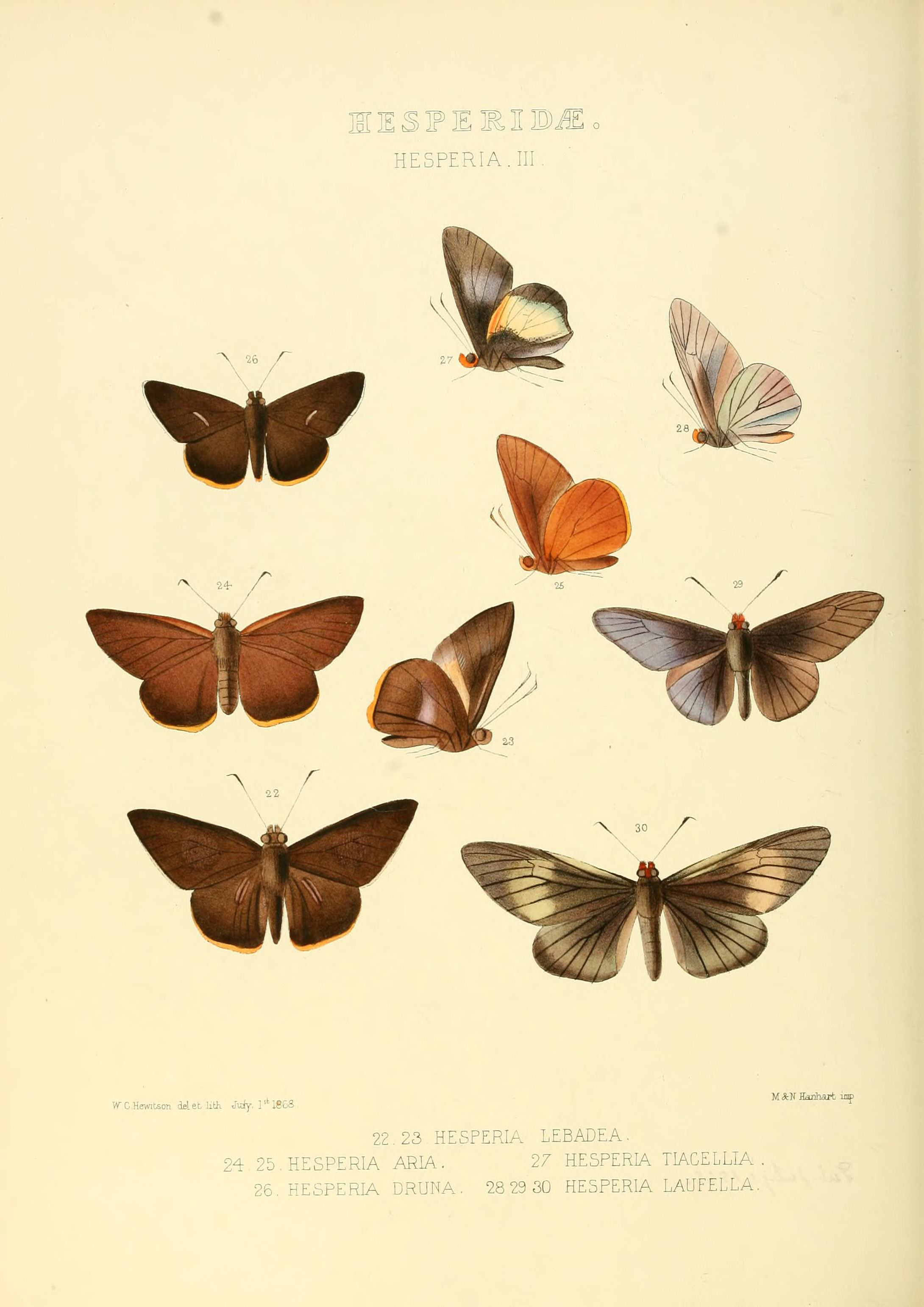
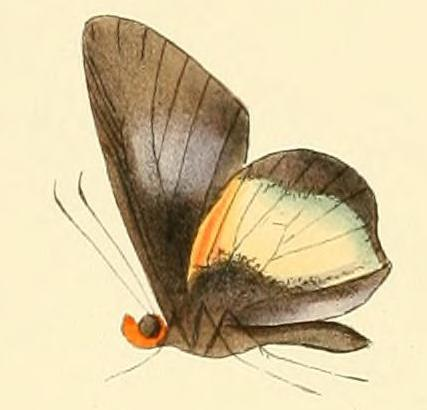